# Асамоа, Брайан
Брайан Асамоа II (англ. Brian Asamoah II; 29 марта 2000, Ньюарк, Нью-Джерси) — профессиональный американский футболист ганского происхождения, выступающий на позиции лайнбекера в клубе НФЛ «Миннесота Вайкингс». На студенческом уровне играл за команду Оклахомского университета. На драфте НФЛ 2022 года был выбран в третьем раунде.

## Биография
Брайан Асамоа родился 29 марта 2000 года в Ньюарке. Один из пяти детей в семье эмигрантов из Ганы. Вырос в штате Огайо, окончил старшую школу имени святого Франциска Сальского. В составе школьной команды играл на позициях лайнбекера и раннинбека. После выпуска имел предложения спортивной стипендии от ряда университетов с сильными футбольными программами и выбрал для продолжения карьеры Оклахомский университет. На момент окончания школы Асамоа занимал 29 место в рейтинге лучших молодых внешних лайнбекеров по версии ESPN.

### Любительская карьера
Сезон 2018 года Асамоа провёл в статусе освобождённого игрока, тренируясь с командой, но не принимая участия в официальных матчах. В футбольном турнире NCAA он дебютировал в 2019 году. Сыграв в тринадцати матчах, он помог команде выйти в полуфинал плей-офф национального чемпионата. В 2020 году Асамоа стал одним из основных лайнбекеров команды. В одиннадцати играх он сделал 66 захватов, став лидером «Оклахомы» по этому показателю. В Коттон Боуле против «Флориды» он сделал первый в своей карьере перехват.
В сезоне 2021 года Асамоа сыграл двенадцать матчей, десять из них начал в стартовом составе. Второй год подряд он стал лидером команды по количеству сделанных захватов. По итогам турнира тренеры команд конференции Big 12 включили его во вторую сборную звёзд. Асамоа стал полуфиналистом награды Баткаса лучшему лайнбекеру студенческого футбола. В декабре 2021 года он отказался от участия в Аламо Боуле и объявил о своём выходе на драфт НФЛ.

#### Статистика выступлений в NCAA
| Сезон | Команда         | Игры | Захваты | Захваты | Захваты | Захваты | Захваты | Перехваты | Перехваты | Перехваты | Перехваты | Перехваты | Фамблы | Фамблы | Фамблы | Фамблы |
| Сезон | Команда         | Игры | Solo    | Ast     | Tot     | Loss    | Sk      | Int       | Yds       | Y/R       | TD        | PD        | FR     | Yds    | TD     | FF     |
| ----- | --------------- | ---- | ------- | ------- | ------- | ------- | ------- | --------- | --------- | --------- | --------- | --------- | ------ | ------ | ------ | ------ |
| 2018  | Оклахома Сунерс | —    | —       | —       | —       | —       | —       | —         | —         | —         | —         | —         | —      | —      | —      | —      |
| 2019  | Оклахома Сунерс | 13   | 11      | 11      | 22      | 3,5     | 2,0     | 0         | 0         | 0,0       | 0         | 1         | 0      | 0      | 0      | 0      |
| 2020  | Оклахома Сунерс | 11   | 39      | 27      | 66      | 5,5     | 2,0     | 1         | 29        | 29,0      | 0         | 4         | 0      | 0      | 0      | 1      |
| 2021  | Оклахома Сунерс | 12   | 56      | 24      | 80      | 3,5     | 1,0     | 0         | 0         | 0,0       | 0         | 0         | 0      | 0      | 0      | 2      |
| Всего | Всего           | 36   | 106     | 62      | 168     | 12,5    | 5,0     | 1         | 29        | 29,0      | 0         | 5         | 0      | 0      | 0      | 3      |

### Профессиональная карьера
Перед драфтом НФЛ 2022 года издание Bleacher Report к сильным сторонам Асамоа относило хорошее видение поля и реакцию при игре против выноса, умение действовать в прикрытии, подвижность и скорость. Минусами игрока назывались недостаточные габариты, нехватку физической мощи и технические ошибки при выполнении захватов. Ему прогнозировали выбор в пятом раунде.
Асамоа был задрафтован «Миннесотой» в третьем раунде под общим 66 номером. В июне он подписал с клубом четырёхлетний контракт на общую сумму 5,49 млн долларов. На предсезонных сборах он показал себя с лучшей стороны, выделяясь скоростными данными. На старте регулярного чемпионата Асамоа преимущественно выходил на поле в составе специальных команд, уступая в борьбе за место в составе Эрику Кендриксу и Джордану Хиксу. В составе защиты «Вайкингс» он дебютировал на пятой неделе сезона, после чего его игровое время начало постепенно расти. Свою лучшую игру он провёл на шестнадцатой неделе, сыграв 27 снэпов в защите против «Нью-Йорк Джайентс» и форсировав фамбл.

#### Статистика выступлений в НФЛ

##### Регулярный чемпионат
| Сезон | Команда            | Игры | Захваты | Захваты | Захваты | Захваты | Захваты | Перехваты | Перехваты | Перехваты | Перехваты | Перехваты | Фамблы | Фамблы | Фамблы | Фамблы |
| Сезон | Команда            | Игры | Solo    | Ast     | Tot     | Loss    | Sk      | Int       | Yds       | Y/R       | TD        | PD        | FR     | Yds    | TD     | FF     |
| ----- | ------------------ | ---- | ------- | ------- | ------- | ------- | ------- | --------- | --------- | --------- | --------- | --------- | ------ | ------ | ------ | ------ |
| 2022  | Миннесота Вайкингс | 16   | 11      | 6       | 17      | 0       | 0,0     | 0         | 0         | 0,0       | 0         | 0         | 1      | 12     | 0      | 1      |
| Всего | Всего              | 16   | 11      | 6       | 17      | 0       | 0,0     | 0         | 0         | 0,0       | 0         | 0         | 1      | 12     | 0      | 1      |

##### Плей-офф
| Сезон | Команда            | Игры | Захваты | Захваты | Захваты | Захваты | Захваты | Перехваты | Перехваты | Перехваты | Перехваты | Перехваты | Фамблы | Фамблы | Фамблы | Фамблы |
| Сезон | Команда            | Игры | Solo    | Ast     | Tot     | Loss    | Sk      | Int       | Yds       | Y/R       | TD        | PD        | FR     | Yds    | TD     | FF     |
| ----- | ------------------ | ---- | ------- | ------- | ------- | ------- | ------- | --------- | --------- | --------- | --------- | --------- | ------ | ------ | ------ | ------ |
| 2022  | Миннесота Вайкингс | 1    | 0       | 0       | 0       | 0       | 0,0     | 0         | 0         | 0,0       | 0         | 0         | 0      | 0      | 0      | 0      |
| Всего | Всего              | 1    | 0       | 0       | 0       | 0       | 0,0     | 0         | 0         | 0,0       | 0         | 0         | 0      | 0      | 0      | 0      |